# Buttykay Ákos
Buttykay Ákos, Buttykay Ákos Jenő Győző (Halmi, 1871. július 22. – Debrecen, 1935. október 26.) magyar zeneszerző.

## Élete
Buttkay Győző és Nagy Gabriella fia. Thomán István tanítványa volt, majd Weimarban tanult Bernhard Stavenhagennál. 1907 és 1922 között Zeneakadémián tanított. 1909. december 22-én Budapesten, az Erzsébetvárosban feleségül vette Kosáry Emmi színésznőt.

## Művei

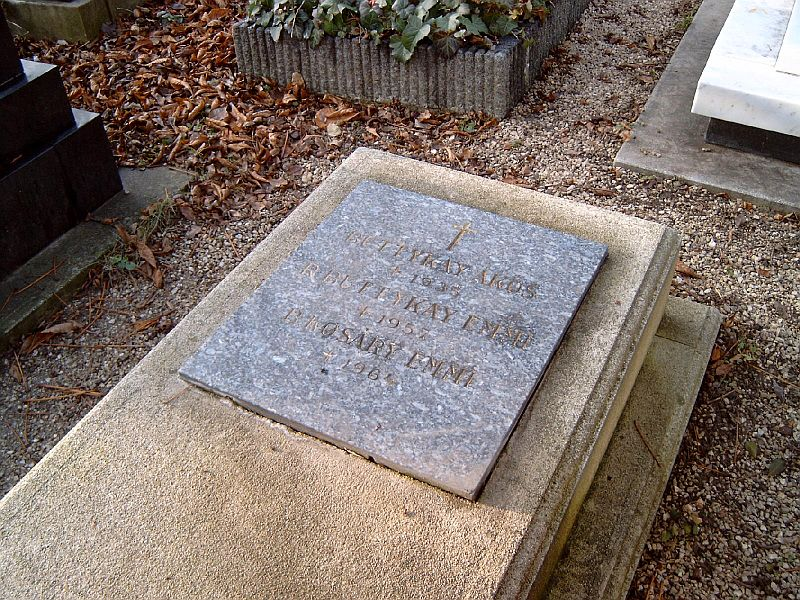
Buttykay Ákos, Buttykay Emmi és Kosáry Emmi sírja Budapesten. Farkasréti temető: 33/2-1-12

Többnyire operetteket írt, melyek közül többet külföldön is bemutattak. Kísérőzenét írt Madách Imre Az ember tragédiájához, valamint Kacsóh Pongrác János vitézét áthangszerelte az Operaház számára. 

### Zenekari művek
- Fantázia zongorára és zenekarra (1896)
- Scherzo (1898)
- Suite (1900)
- cisz-moll szimfónia (1900)
- d-moll szimfónia (Salammbo, 1905)
- Az ünneprontók (szimfonikus költemény, 1905)

### Operettek
- A bolygó görög (1905) (regényes operett 3 felvonásban, szövegkönyv: Pásztor Árpád)
- A csibészkirály (1907) (operett 3 felvonásban, szövegkönyv: Szél Lajos]
- A harang (1907) ( legenda 3 felvonásban, társzeneszerző: Kacsóh Pongrác, szövegkönyv: Pásztor Árpád)
- Az ezüst sirály (1920)  (operett 3 felvonásban, szövegkönyv: Földes Imre)
- Olivia hercegnő (1922) (operett 3 felvonásban]
- A császárné apródja (1925)
- Hamupipőke (?)  (mesejáték, librettó:  Bakonyi Károly, versek: Farkas Imre, Gábor Andor)

Egyéb színpadi művek:
- Itt a macska (zenés játék 1 felvonásban, hangsz. Kassár Károly)